# Rhaita
La rhaita o ghaita (in arabo غيطة‎?) è uno strumento a doppia ancia proveniente dal Nordafrica. È quasi identico nella costruzione al mizmar arabo ed allo zurna turco. Il nome distintivo si deve a un'influenza gotico-spagnola medievale. Nella Penisola iberica meridionale vari tipi di strumenti a fiato, tra cui il correlata shawm, sono noti come gaitas, ma nel nord della Penisola iberica si parla solo di zampogne.
Il suono è forte e spettacolare. La rhaita è stata usata nelle colonne sonore della serie Il Signore degli Anelli di Howard Shore, in particolare nel tema di Mordor. Il compositore americano John Corigliano definisce uno dei movimenti del suo Concerto per Oboe e orchestra del 1975 "Rhaita Dance", chiedendo all'oboista di imitare una rhaita spingendo ulteriormente la canna nella bocca. Nel 1981, mentre componeva la colonna sonora di Stati di allucinazione, Corigliano chiese nuovamente agli oboisti di imitare il suono della rhaita durante Three Hallucinations.